# Harald Cramér
Pour les articles homonymes, voir Cramer.
Harald Cramér, né le 25 septembre 1893 et mort le 5 octobre 1985, est un mathématicien et statisticien suédois. Il a entre autres travaillé sur les nombres premiers et les nombres premiers jumeaux.

## Biographie
Cramér obtient sa thèse en 1917, sous la direction de Marcel Riesz. Il a lui-même dirigé la thèse de Herman Wold, Ulf Grenander (en) et Chung Kai-lai. Il obtient la médaille Guy de la Royal Statistical Society en 1972.

## Publications
- Mathematical methods of statistics (1946), qui participe le plus au rayonnement de la conception de la statistique qu'avait Ronald Aylmer Fisher[3].